# John Albert Knebel

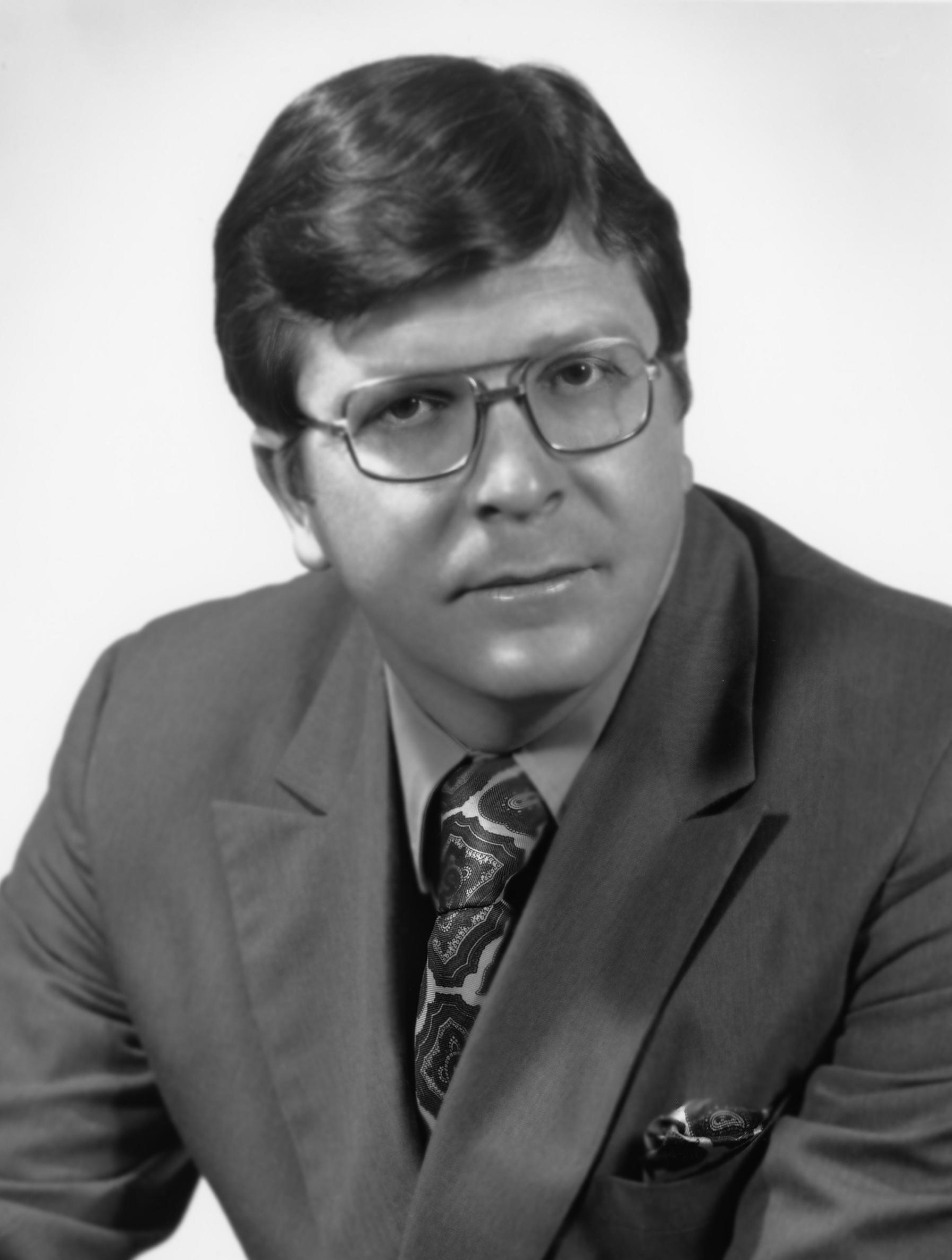
John Albert Knebel

John Albert Knebel (* 4. Oktober 1936 in Tulsa, Oklahoma) ist ein ehemaliger US-amerikanischer Politiker, der dem Kabinett von Präsident Gerald Ford als Landwirtschaftsminister angehörte.

## Leben
Der aus Oklahoma stammende Knebel machte 1959 an der United States Military Academy in West Point seinen Abschluss und graduierte 1962 als Master an der Creighton University in Omaha. 1965 erhielt er sein Jura-Diplom an der American University. Seine ersten politischen Erfahrungen sammelte er als Assistent des republikanischen Kongressabgeordneten J. Ernest Wharton aus New York. Während der zweiten Amtszeit von Präsident Richard Nixon fungierte er als Leiter der Rechtsabteilung für die Small Business Administration.
In gleicher Funktion arbeitete John Knebel ab 1973 für das Landwirtschaftsministerium; im Dezember 1975 wurde er dort zum Unterstaatssekretär berufen. Am 4. November 1976 ernannte ihn Präsident Ford zum neuen Landwirtschaftsminister. Knebel trat im Kabinett die Nachfolge von Earl Butz an, der nach einem Skandal um rassistische Bemerkungen zurückgetreten war. Bereits bei seinem Amtsantritt stand fest, dass er diesen Posten nur kurz bekleiden würde; zwei Tage zuvor hatte Gerald Ford die Präsidentschaftswahl gegen den Demokraten Jimmy Carter verloren. So schied Knebel bereits am 20. Januar 1977 wieder aus der Regierung aus. Er arbeitete in der Folge wieder als Jurist und wurde Präsident des American Mining Congress.